# Obaltan
Obaltan (en coreano: 오발탄) es una película surcoreana de 1960 dirigida por Yu Hyun-mok y protagonizada por Kim Jin-kyu, Choi Moo-ryong, Seo Ae-ja as Myeongsuk, Kim Hye-jeong y Noh Jae-sin. Estrenada el 13 de abril de 1960 en los cines de Corea del Sur, el filme está basado en la novela homónima del autor Yi Beomseon y es reconocida como una de las mejores películas en la historia cinematográfica del país asiático.

## Sinopsis
La película presenta a un hombre llamado Cheolho que se dedica a la contaduría y lleva una vida dura en la Corea de la posguerra. Mantiene a su esposa embarazada, a su hermana menor Myeongsuk que ahora es prostituta de los soldados americanos, a su hermano menor veterano de guerra Yeongho y a su madre que sufre de estrés postraumático y que grita constantemente "¡Vámonos de aquí!". A Cheolho le aqueja un persistente dolor de muela pero se niega a ir al dentista, a pesar de que su hermano insiste en que tener que soportar el dolor es un problema mucho peor que pagar una cita odontológica.
El antiguo prometido de Myeongsuk también es un veterano de guerra, pero necesita muletas para caminar por sus problemas físicos. De este modo rompe el compromiso, creyendo que sólo será una carga. Yeongho se hace amigo de una actriz, Miri, la cual desea ayudarle a conseguir un trabajo convirtiéndolo en actor para un proyecto cinematográfico. Mientras lee sus líneas para el guion de la película, Yeongho se da cuenta de que su personaje está siendo juzgado por su apariencia herida y fue elegido por las cicatrices que recibió de la guerra de Corea. Eligiendo la dignidad por encima de una gran oportunidad de ganar mucho dinero, Yeongho abandona el set de filmación, aunque más tarde lo reconsidera y se pregunta si fue demasiado precipitado el hecho de dejar un trabajo tan prometedor.
Más tarde conoce a Seol-hui, una antigua enfermera de la guerra de Corea que lo atendió en el hospital. Ambos confiesan su amor mutuo, sin embargo, Seol-hui es asesinada más tarde por un vecino que estaba obsesionado con ella. Al verla con Yeongho enloqueció de celos, lo que lo llevó a empujarla desde lo alto del edificio donde vivían antes de arrojarse también.
La última parte de la película muestra a Yeongho robando un banco con una pistola que le quitó secretamente a Seol Hui. Después de ser atrapado por la policía, Yeongho entrega el dinero y su arma, rompiendo en lágrimas al ser arrestado. En la cárcel le dice a Cheolho que lleve a su sobrina Hae Ok de viaje y que sea un buen padre para el hijo de su esposa.
Después de escuchar que su esposa falleció en el parto y de no haber podido ver al bebé, Cheolho finalmente decide visitar al dentista. Aunque tiene dos dientes que deben ser removidos, el odontólogo se niega a extraer más de un diente el mismo día. Cheolho toma un taxi y se dirige a la comisaría para ver a su hermano, pero una vez que llega, le ordena al taxista que continúe repitiendo constantemente la súplica de su madre "¡Vámonos de aquí!". Sin su familia y con su dolor de muelas, el taxi sigue conduciendo sin rumbo, dejando al espectador sin conocer su el destino de Cheolho.

## Reparto
- Kim Jin-kyu es Cheolho
- Choi Moo-ryong es Yeongho
- Seo Ae-ja es Myeongsuk
- Kim Hye-jeong
- Noh Jae-sin
- Moon Jung-suk
- Yoon Il-bong
- Yu Gye-seon
- Nam Chun-yeok
- Park Gyeong-hui

## Recepción
El gobierno surcoreano censuró la película debido a su deprimente representación de la vida en el país asiático después del armisticio. Un consultor estadounidense del Centro Nacional de Producción Cinematográfica de Corea vio la película y persuadió al gobierno de que la estrenara en Seúl para que pudiera ser presentada en el Festival Internacional de Cine de San Francisco. El director Yu Hyun-mok asistió al estreno de la película en la ciudad estadounidense en noviembre de 1963. En la reseña del largometraje de la revista Variety, se le reconoció como una "película notable", señalando además que su "brillante y detallado trabajo de cámara es igualado por una simpatía probada y ricas caracterizaciones". En el portal Asian Movie Pulse se elogió la producción: "Al final, no importa si estás de acuerdo en que Obaltan es la mejor película coreana de la historia. Tampoco importa que en el momento de su estreno inicial haya fracasado. Merece completamente su lugar entre las obras maestras clásicas, simplemente porque es una gran película".